# Великобурімський парк
Великобурі́мський парк — пам'ятка садово-паркового мистецтва загальнодержавного значення. Розташований у селі Великій Бурімці Золотоніського району Черкаської області.
Площа 86,5 га. Оголошено заповідним у 1989 р. Заснований у XVIII ст. Парк перебуває у віданні Золотоніського лісгоспзагу.

## Історія
У XVIII ст. Бурімка належала князям Фроловим-Багреєвим, а потім перейшла Кантакузенам як спадок. Парк упорядковували декілька раз, але найбільше робіт було виконано за Кантакузених-Сперанських. На території парку містилися палац, господарські споруди. Згідно з описами краєзнавців Брудь Л. Г. та Брудзь О. Д., на південь від палацу були шпалерний сад і оранжерея, від палацу до дороги пролягала каштанова алея, на схід — цегляна дорога, обсаджена кущами. Невелика гора на півдні була обсаджена барвінком і називалась Барвінковою. У парку було багато алей: тополева, горіхова, каштанова, осокорова та осикова. Характерною рисою є те, що в композицію палацово-паркового ансамблю були включені залишки міста-фортеці доби Київської Русі, який був одним з форпостів на Сулі, яких на той час налічували близько 18 і вони були південно-східними кордонами держави. У народній мові ці археологічні залишки отримали назву «городок». Під горою був викопаний ставок для лебедів, у якому було три острівці, що з'єднувалися між собою невеличкими дерев'яними місточками. На острівцях споруджені лебедині будиночки. Спроба власників влаштувати водоспад виявилась невдалою, хоча для цього була побудована дамба, але вода влітку пересихала й не давала потрібного ефекту. У парку, який доглядав садівник, росло багато цікавих фруктових дерев та декоративних кущів, які привозили з Криму, Кавказу, Карпат та країн Середземномор'я. Були створені композиції з великого каміння, яке привезли з Криму для вшанування пам'яті загиблого в Цусимський битві сина княгині Кантакузеної-Сперанської. Вдало використовувались у композиції парку вікові дерева та різні за композицією та значенням зрощені дерева, що були характерними для багатьох парків того часу. Після 1918 року парк і маєток зруйновано, залишки палацу розібрали у 70-х роках XX ст.

## Характеристика парку
Парк розташований на схилах балок (перепад висот — 31 м), на березі Кременчуцького водосховища, у районі впадіння в нього Сули. Є ставок (2,3 га) з 4 острівцями. Парк нині нагадує лісовий масив. Налічується 45 видів та 2 культивари (форми) дерев, кущів, напівкущів та ліан. Переважають клен гостролистий, ясен звичайний, дуб звичайний, вільха чорна. Збереглися старі модрини європейські, осики (діаметр стовбура найбільшої — 220 см), дуби звичайні, клени цукристі. Серед цікавих композицій можна виділити «Три сестри» — три осики, що ростуть з одного місця. Також є великий розлогий дуб (діаметр стовбура 130 см), посаджений за легендою Богданом Хмельницьким під час визвольної війни XVII ст.
Триповерховий палац не зберігся. Від садиби лишилося кілька напівзруйнованих будівель 18—19 ст. (млин, майстерня, будинок для гостей). На території парку розташоване давньоруське родовище (1—11 ст.).

## Галерея

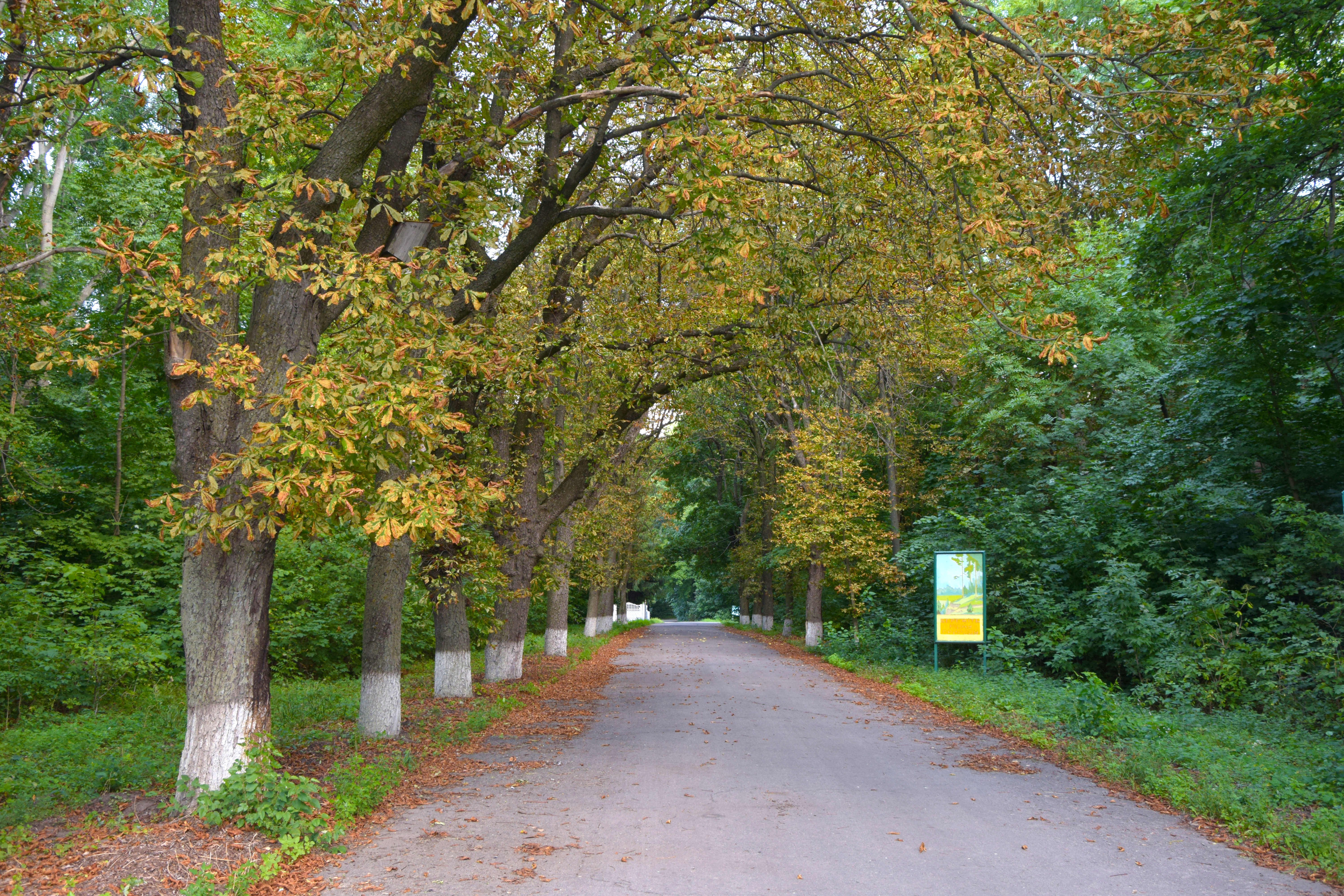
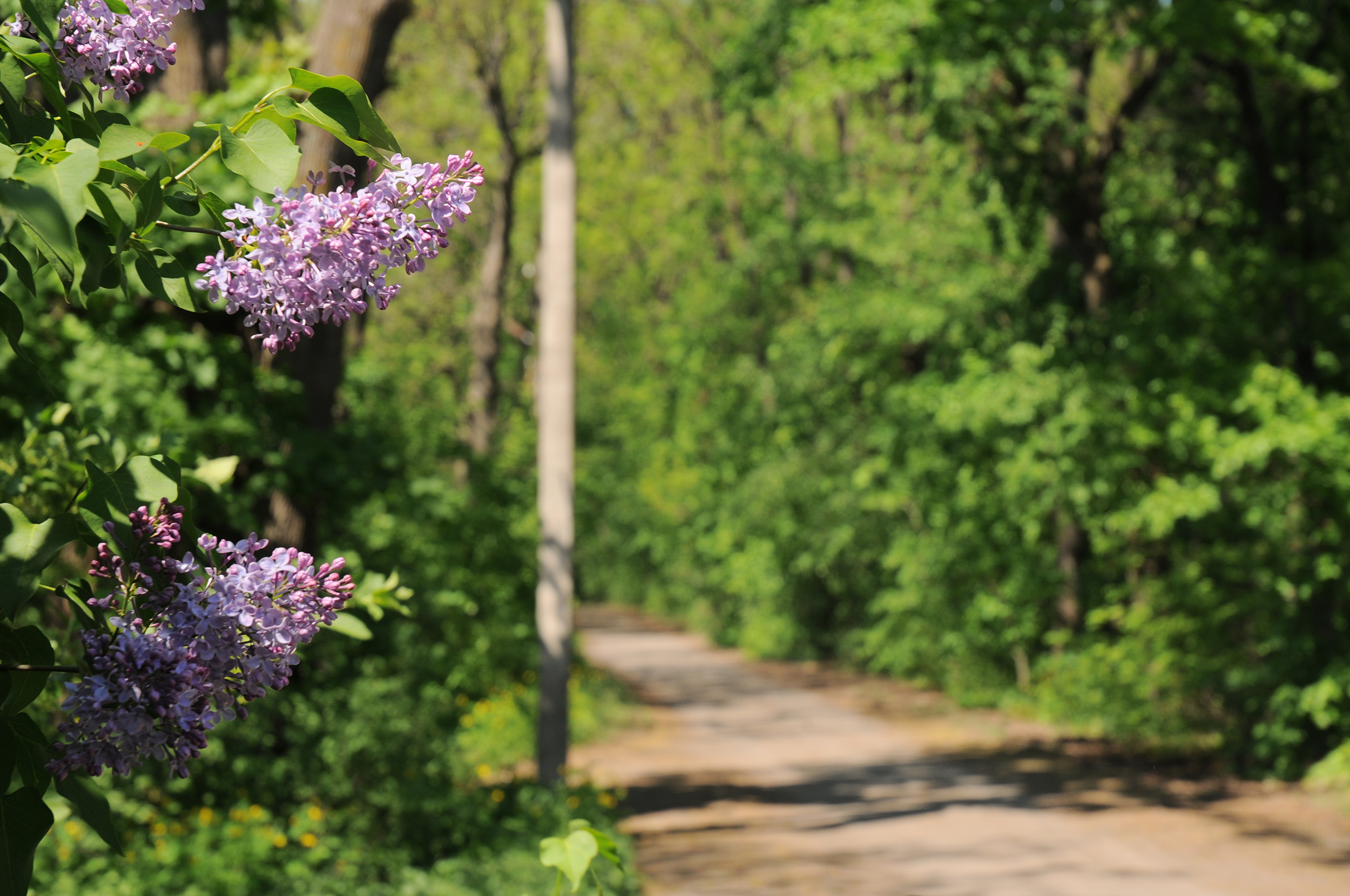
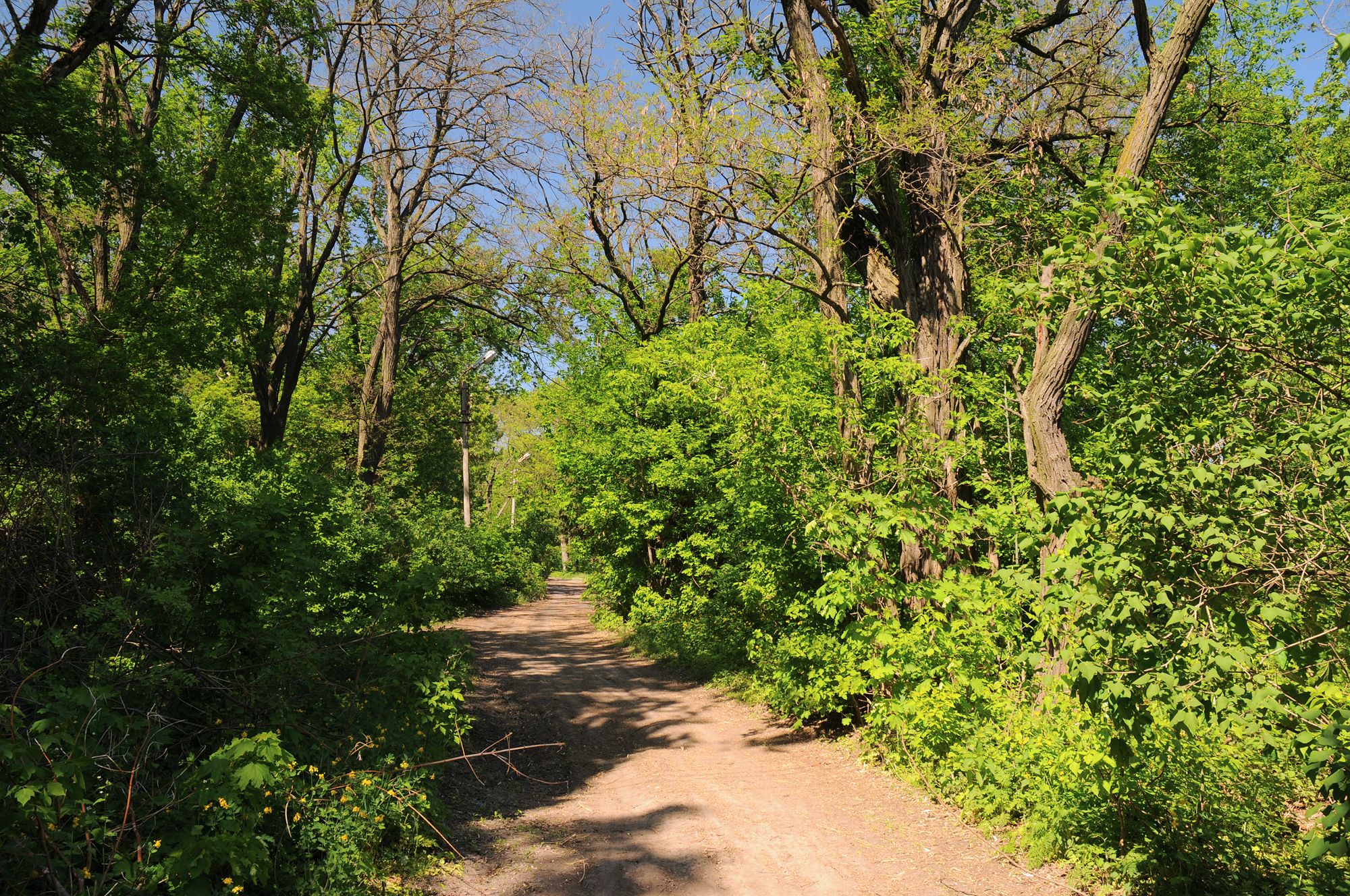